# Комінтерн (Кваркенський район)
Комінте́рн (рос. Коминтерн) — селище у складі Кваркенського району Оренбурзької області, Росія.

## Населення
Населення — 655 осіб (2010; 877 у 2002).
Національний склад (станом на 2002 рік):
- росіяни — 71 %